# Paresev
Il Paresev (Paraglider Research Vehicle) fu un velivolo sperimentale della NASA basato sugli studi dell'aquilone-paracadute NACA di Francis Rogallo.
Tra il 1961 e il 1965 la capacità dell'ala di Rogallo (anche chiamata "Parawing") di discendere un carico pagante come la capsula spaziale del Programma Gemini da altitudine elevata, fu testata. Il Paresev fu un veicolo sperimentale usato per capire come controllare l'ala-paracadute per un atterraggio sicuro in un campo volo.
Le pubblicità sul Paresev e sul Ryan XV-8 "Flying Jeep" ispirarono molti hobbysti ad adattare l'ala di Rogallo su velivoli ludici, primi esemplari storici di deltaplani.

## Sviluppo

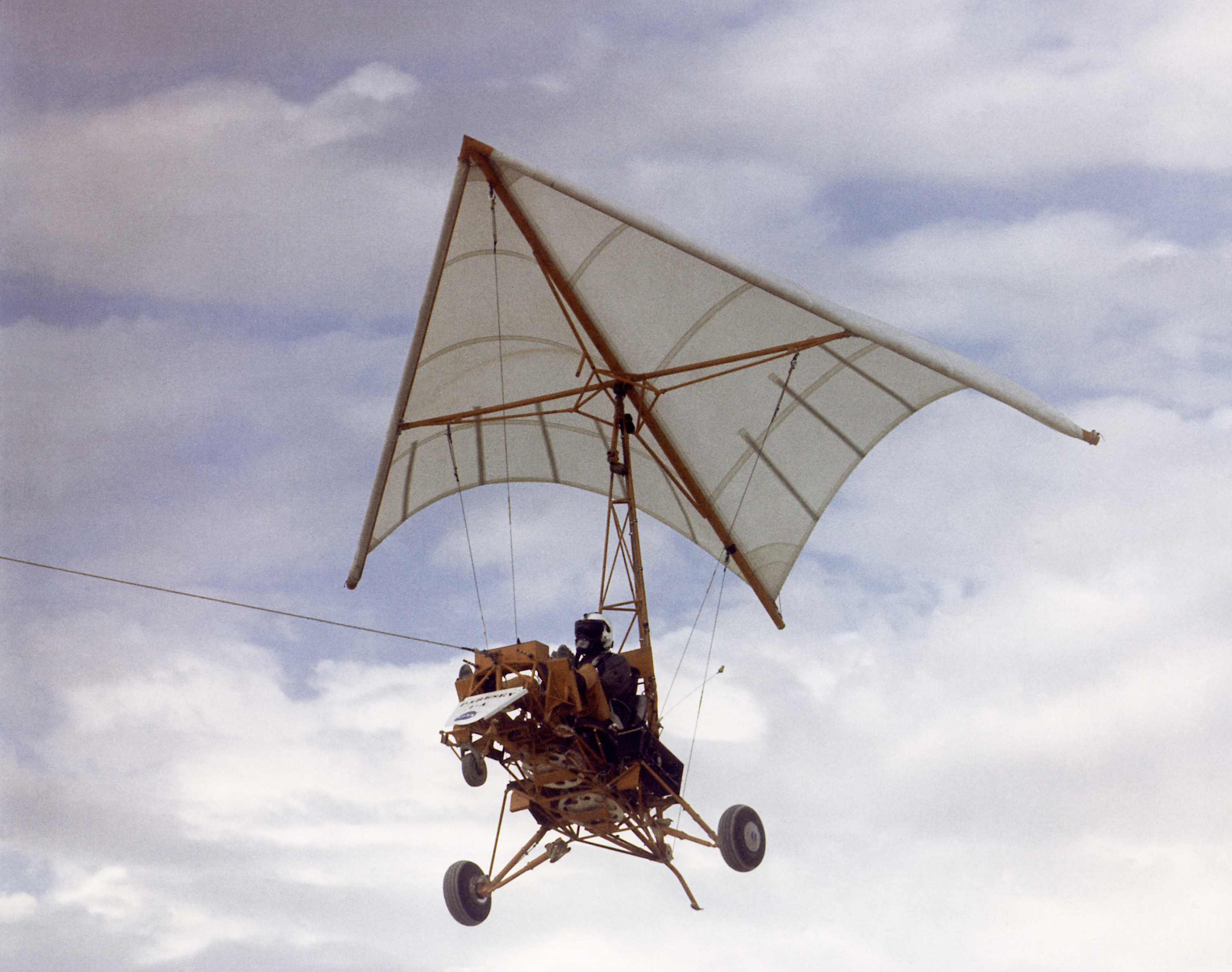
Paresev 1-B in traino

La NASA sperimentò un'ala di Rogallo, che chiamarono Parawing. Sotto le direttive di Paul Bikle, l'ingegnere Charles Richards nel 1961–1962 disegnò l'ala Rogallo a quattro tubi collassabili, usata sul Paresev. La serie Paresev includeva configurazioni alari tali da permettere la richiudibilità dell'ala dal nose plate per il trasporto, usando inizialmente una vela e più tardi del Dacron.
La vela Paresev e il telaio volarono per la prima volta il 5 febbraio 1961; solo 14 mesi dopo, nell'aprile 1963, Mike Burns con il suo Skiplane, studiando la bibliografia NASA aiutò l'australiano John Dickenson alla realizzazione del primordiale deltaplano che riprendeva la meccanica a due-lobi, quattro-fasci, disegnati precedentemente da Charles Richards.

## Varianti
- Paresev 1 - primo volo 25 gennaio 1962, distrutto il 14 marzo 1962.[7] Barra di controllo del velivolo di fronte al pilota, dall'alto.
- Paresev 1A - primo volo 18 maggio 1962, ultimo 28 giugno 1962.[7] Telaio del Paresev 1, ma con ala in Dacron.
- Paresev 1B - primo volo 27 luglio 1962, ultimo 20 febbraio 1963.[7]
- Paresev 1C - primo volo 4 marzo 1963, ultimo 14 aprile 1964.[7] telaio modificato per un'ala di metà grandezza.

## Storia operativa
Il Paresev compì circa 350 voli dal 1962 al 1964.. Gli studi NASA si interruppero nel 1965.
Il Paresev è stato trasferito al Smithsonian National Air and Space Museum locato in Washington.

## Piloti dei test
- Milton Orville Thompson, NASA FRC
- Robert Apgar Champine, NASA LRC[10]
- Neil Armstrong, NASA FRC[11]
- Bruce A. Peterson, NASA FRC[12]
- Charles Hetzel, North American Aviation
- Emil “Jack” Kluever, U.S. Army
- Donald K. "Deke" Slayton, NASA MSC
- Virgil I. "Gus" Grissom, NASA MSC

## Velivoli traino
- Piper PA-18 Super Cub (N-68P)
- Cessna O-1 Bird Dog (50-1675)
- Boeing-Stearman Model 75 (N69056)
- Boeing CH-46 Sea Knight (58-5515)